# 室町 (北九州市)
室町（むろまち）は福岡県北九州市小倉北区の地名。郵便番号は803-0812。

## 地理
北九州市都心部西側に位置し、北は日豊本線・鹿児島本線・山陽新幹線ならびに国道199号、東は紫川に面し、地区の中央を勝山通りが東西に貫く。南には小倉城があり、堀に面している。

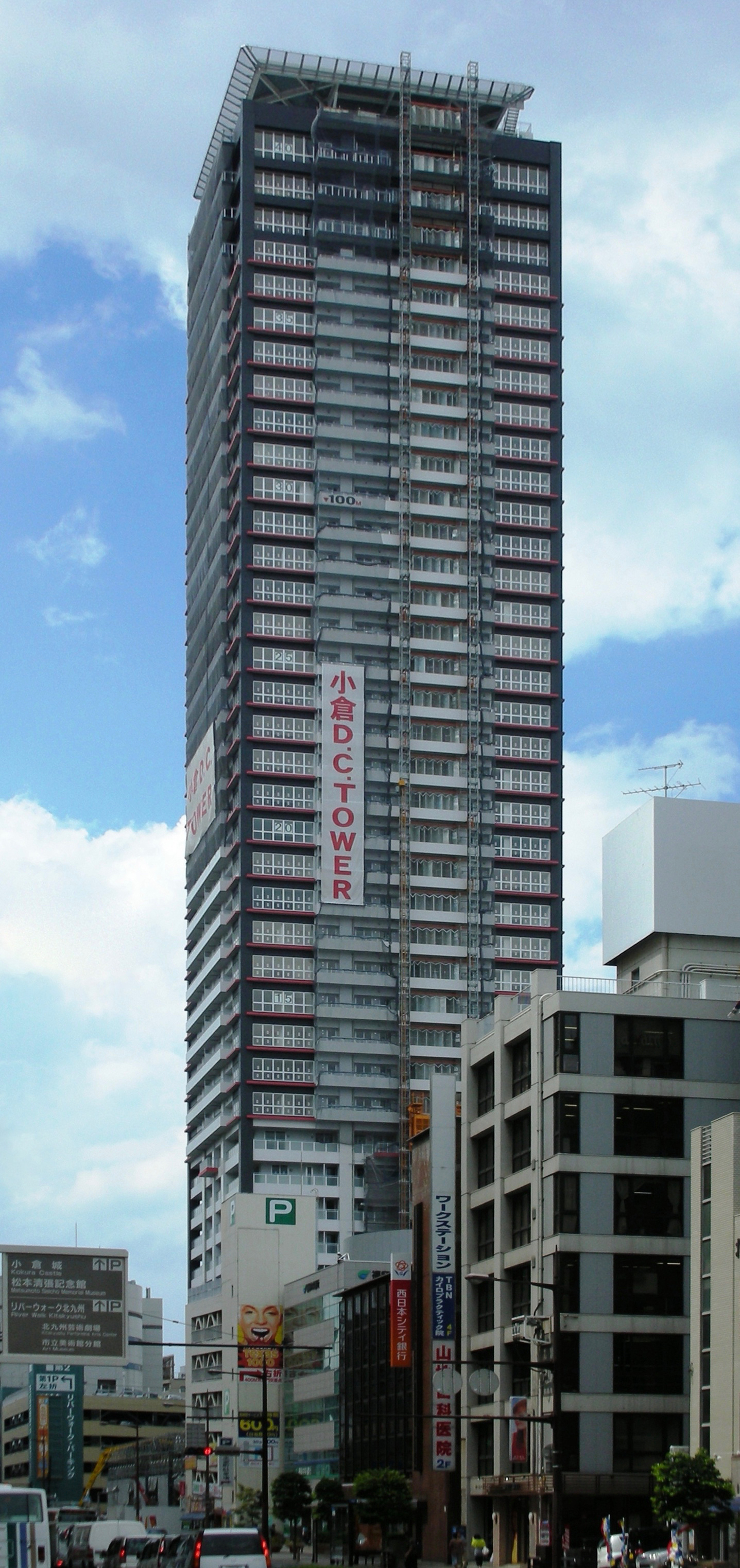
建設中の小倉D.C.タワー
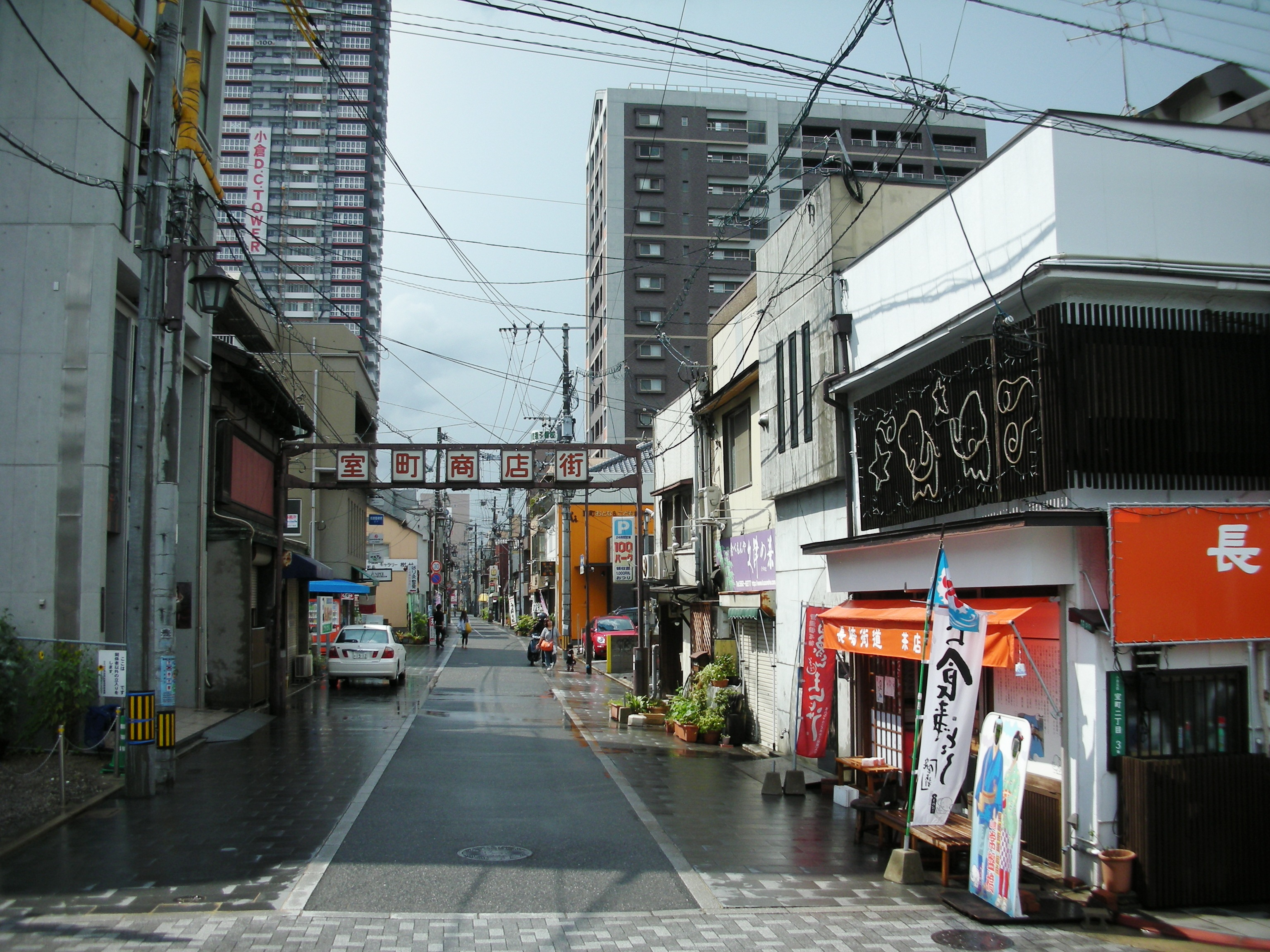
旧長崎街道
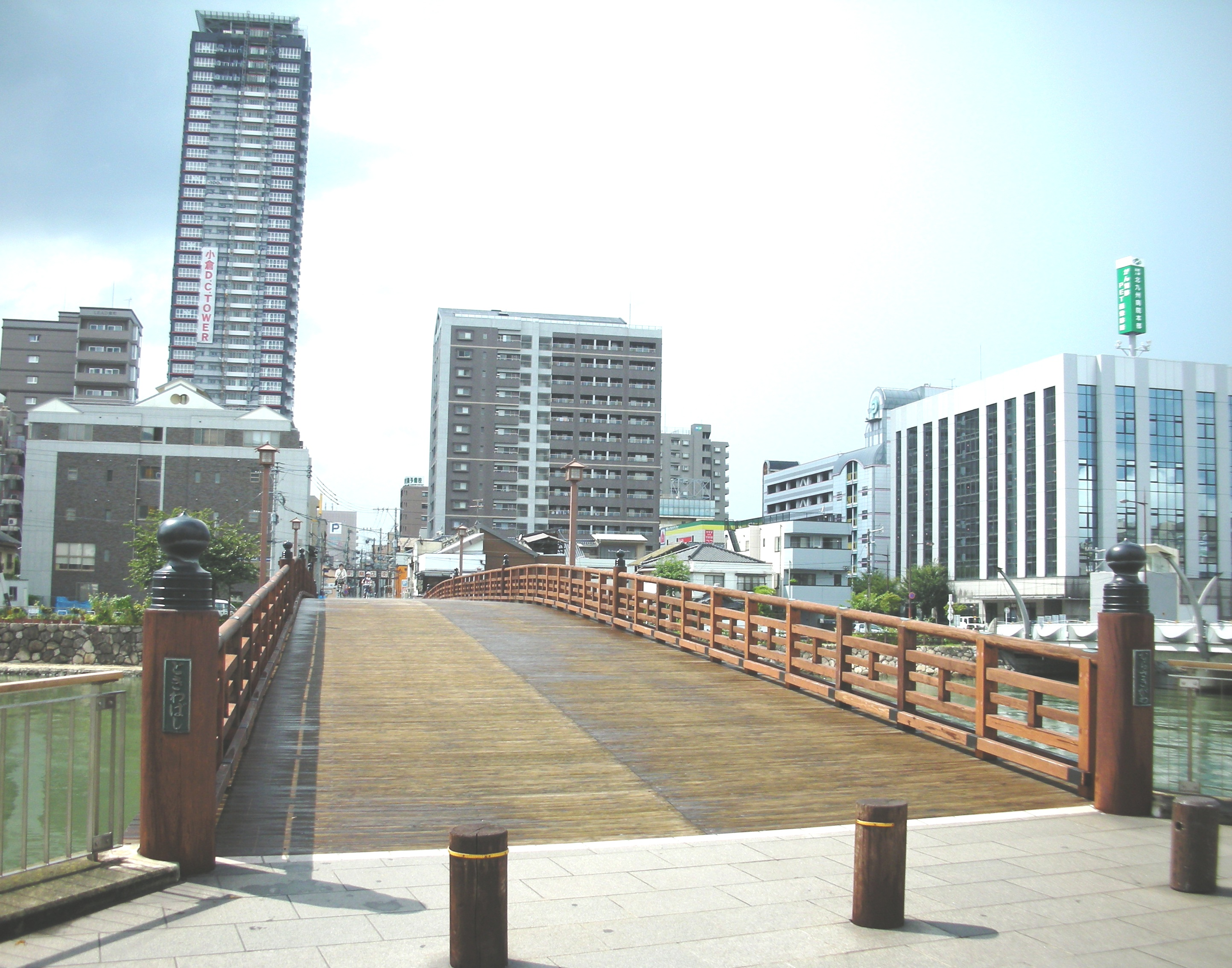
常盤橋と室町の街並み

## 歴史
明治4年（1871年）に廃藩置県によって小倉県が設置された際、県庁が置かれ、現在もかつての県庁舎の一部が勝山通り沿いに残っている。
1995年（平成7年）3月、長崎街道の起点であり、かつて伊能忠敬やシーボルトも渡ったという常盤橋（木の橋）が紫川マイタウン・マイリバー整備事業により、ボンゴシ材やチーク材を使用した木製の人道橋として架橋された。

### 交通
- JR九州 西小倉駅

## 施設
- リバーウォーク北九州
  - NHK北九州放送局
  - 朝日新聞西部本社
  - 北九州芸術劇場
  - 西日本工業大学小倉キャンパス
  - ゼンリン本社
- 九州旅客鉄道北部九州地域本社
- 日本貨物鉄道九州支社
- 河合塾北九州校
- 麻生公務員専門学校北九州校
- ヤマダ電機テックランド小倉本店
- 小倉D.C.タワー

### 金融機関
- 福岡中央銀行小倉支店
- 西日本シティ銀行室町支店

## イベント
- 長崎街道「起点ちゃ室町」（5月上旬）